# Remuna
Remuna là một thị xã và là nơi đặt ủy ban khu vực quy hoạch (notified area committee) của quận Baleshwar thuộc bang Orissa, Ấn Độ.

## Địa lý
Remuna có vị trí 21°32′B 86°52′Đ / 21,53°B 86,87°Đ Nó có độ cao trung bình là 20 mét (65 feet).

## Nhân khẩu
Theo điều tra dân số năm 2001 của Ấn Độ, Remuna có dân số 28.958 người. Phái nam chiếm 52% tổng số dân và phái nữ chiếm 48%. Remuna có tỷ lệ 61% biết đọc biết viết, cao hơn tỷ lệ trung bình toàn quốc là 59,5%: tỷ lệ cho phái nam là 69%, và tỷ lệ cho phái nữ là 53%. Tại Remuna, 14% dân số nhỏ hơn 6 tuổi.